# ГЕС Мікшова
ГЕС Мікшова — гідроелектростанція у Жилінському краї на півночі Словаччини. Входить до каскаду ГЕС на річці Ваг. Була найпотужнішою ГЕС країни до введення в експлуатацію Липтовської Мари.
Споруджена у 1963 році на Гриковському каналі (словац. Hrikovsky kanal), що виходить із Гриковського водосховища у двох десятках кілометрів вище по течії Вагу та тягнеться по правобережжю річки. Природний рельєф формує правий берег каналу, тоді як лівій виконано за допомогою дамби, яка досягає в районі ГЕС Мікшова висоти 22 метри.
Руслова будівля ГЕС містить три гідроагрегати з турбінами типу Каплан загальною потужністю 93,6 МВт.
ГЕС забезпечує середньорічний виробіток на рівні 207 млн кВт·год. За перші 40 років експлуатації ГЕС виробила понад 7 млрд кВт·год.